# PSR J0740+6620

PSR J0740+6620 — нейтронная звезда в двойной системе с белым карликом, расположенная на расстоянии 4600 световых лет от Земли. Она была обнаружена в 2019 году астрономами с помощью телескопа Грин-Бэнк в Западной Вирджинии в США, и подтвержден как быстро вращающийся миллисекундный пульсар.
По состоянию на 2019 год это самая массивная нейтронная звезда из когда-либо наблюдаемых. Её масса оценивается по разным данным как 2,14 или 2,17 солнечных, она расположена рядом с границей теоретического максимума. Масса была рассчитана благодаря эффекту Шапиро на компаньоне, белом карлике.
В то время как большинство нейтронных звезд обычно имеют размер около 10 км, J0740+6620 оценивается соответственно в 25 или 30 км в поперечнике.